# Uitputtingszone

pn-overgang voor diffusie (boven), en na evenwicht (onder)

In de halfgeleidertheorie is een uitputtingszone, verarmingsgebied of depletielaag, een gebied in een pn-overgang waarin zich geen meerderheidsladingsdragers bevinden, waarin de meerderheidsladingsdragers uitgeput zijn. In een uitputtingszone is dus geen ladingstransport mogelijk, zodat de uitputtingszone een elektrisch isolerende laag vormt.
Een uitputtingszone vormt zich doordat de vrije elektronen in het n gedoteerde materiaal zich begeven (diffunderen) naar het p gedoteerde materiaal, waar zij gevraagd zijn; men zegt: de vrije elektronen recombineren met de vrije gaten in het p-materiaal. Het n-materiaal wordt zo positief geladen en het p-materiaal negatief. Het daardoor gevormde elektrische veld werkt de diffusie tegen, zodat een evenwichtssituate ontstaat, die overigens temperatuurafhankelijk is.